# Abant (fill de Melamp)
Abant (en grec antic Ἄβας) va ser, segons la mitologia grega, un heroi fill de Melamp, net d'Amitàon i besnet d'el rei d'Argos Abant.
A aquest Abant, fill de Melamp, se li atribueix la paternitat de Lisímaca, casada amb Tàlau i mare d'Adrast. També és el pare "mortal" d'Ídmon, l'endeví que havia heretat les qualitats del seu avi.